# Клосон, Клинтон Амос
Клинтон Амос Клосон (англ. Clinton Amos Clauson) — американский политик-демократ, 66-й губернатор штата Мэн.

## Биография
Родился и вырос в Айове, а в 1917 году был призван в армию, на Западный фронт Первой мировой войны. Позже он вступил в ряд организаций, включая Масонство. В 1919 окончил Колледж хиропрактики в Давенпортe, Айова, и вскоре стал работать по специальности в Уотервилле, Мэн. В 1928 году началась его карьера политика, когда он стал членом Национального комитета демократической партии штата Мэн. Долго поднимаясь по карьерной лестнице, в 1956 Клосон был избран мэром Уотервилля. В 1957 году выставил свою кандидатуру на губернаторских выборах, результатом которых стала его победа.
По политическим убеждениям Клосон был демократом-консерватором. Многие политики Мэна были сильно удивлены его победой, так как считали его «не очень известным иммигрантом из Айовы», да и надежды возлагались на более популярного Горация Хилдрета. В некрологе его карьеру назвали «неортодоксальной».
Умер во время исполнения губернаторских обязанностей 30 декабря 1959 года. Согласно линии наследования губернаторских полномочий его преемником стал председатель Сената Мэна Джон Рид.